# Вильданов, Румиль Джиангирович
Румиль Джианги́рович Вильда́нов (24 ноября 1939, Фрунзе, Киргизская ССР — 18 февраля 1987, Ташкент) — советский композитор, дирижёр, педагог, музыкально-общественный деятель. Заслуженный деятель искусств Узбекской ССР (1977).
Окончил Ташкентскую консерваторию (1962), ученик Бориса Зейдмана. В 1962—1968 годах преподавал там же и в дальнейшем жил и работал в Ташкенте.
Автор симфонической поэмы «Памяти Ленина» (1960) и оратории «Ленин» (1964, на стихи Владимира Маяковского), музыкальной комедии «Двенадцатая ночь» (1969, по одноимённой пьесе Шекспира), симфонической, камерной и хоровой музыки.
Выступал также как кинокомпозитор — в том числе в фильмах «В 26-го не стрелять»(1966), «Белые, белые аисты» (1966), «Подвиг Фархада» (1968), Красные пески (1968),
«Возвращайся с солнцем» (1969), «Яблоки сорок первого года» (1969), «Чрезвычайный комиссар» (1970), «Без страха» (1971), «Седьмая пуля» и «Ждём тебя, парень» (оба 1972 года), «Чинара» (1973), «Горькая ягода» (1975), «Человек уходит за птицами» (1975), сериал «Огненные дороги» (1977—1984), «Озорник» (1977), «Любовь и ярость», «Дом под жарким солнцем» (оба 1978 года), «Берегись! Змеи!», «Триптих» (оба 1979 года), «Девушка из легенды» (1980), «Непокорная» (1981), «Миражи любви» (1986) и ряде других картин среднеазиатских киностудий, а также во множестве мультипликационных фильмов — «След на земле» (1972), «Однажды в пустыне» (1986) и других. «Изумительной» называет музыку Вильданова к сериалу «Огненные дороги» (1977) поэт Санджар Янышев.
Умер 18 февраля 1987 года. Похоронен на кладбище Домбрабад в Ташкенте.

## Награды и звания
- Заслуженный деятель искусств Узбекской ССР (1977).
- Лауреат Государственной премии Узбекской ССР имени Хамзы (1983)[4]
- Диплом II степени Всесоюзного смотра творчества молодых композиторов (1962).
- Премия XI Всесоюзного кинофестиваля (Ереван, 1978) за музыку к фильму «Дом под жарким солнцем».